# Daniel Beckher der Jüngere
Daniel Beckher der Jüngere (* 5. Januar 1627 in Königsberg (Preußen); † 31. Januar 1670 ebenda) war ein deutscher Mediziner.

## Leben
Beckher war der Sohn Daniel Beckhers des Älteren. In seiner Jugend wurde er von Privatlehrern herangebildet und ging mit elf Jahren nach Thorn, wo er die polnische Sprache erlernte und sich umfassende Grundlagen in den allgemeines Wissensgebieten jener Zeit verschaffte. Nach Hause zurückgekehrt, bezog er die Universität seiner Heimatstadt, wo er schon als siebzehnjähriger eine Rede beim Jubiläum der Universität hielt. Am 24. Juni 1646 absolvierte er eine Schiffsreise, die ihn nach Lübeck führte. Von hier zog er weiter über Hamburg an die Universität Wittenberg, wo ihn am 21. Juli 1646 die Matrikel der Hochschule verzeichnet. 
Nach einem Jahr Studium besuchte er noch die Universität Leipzig, die Universität Altdorf, die Universität Ingolstadt und die Universität Tübingen. In einigen Städten und an einigen fürstlichen Residenzen hatte er zudem die botanischen Gärten und anatomischen Sammlungen besucht. Dann hatte er längere Zeit an der Universität Straßburg seine Studien fortgesetzt. Über Basel reiste er an die französische Universität Montpellier, um hier botanische Studien zu treiben. Bis 1650 hatte er weitere Studien in Marseille, Bologna, Venedig und Padua betrieben. So kehrte er nach Straßburg zurück, wo er mit der Disputation de pestilentia am 22. September 1652 zum Doktor der Medizin promoviert wurde. 
Von dort begab er sich in seine Heimat nach Königsberg, wo er 1653 als Adjunkt an der medizinischen Fakultät der Königsberger Hochschule aufgenommen wurde. 1656 übernahm er dort die dritte ordentliche Professur der Medizin, wurde 1663 zweiter ordentlicher Professor derselben und damit verbunden kurfürstlicher brandenburgischer Rat und Leibarzt. Er hatte sich auch an den organisatorischen Aufgaben der Universität Königsberg mitgewirkt. So war er sieben Mal Dekan der medizinischen Fakultät. In den Wintersemestern 1665/66 und 1669/70 wurde er zum Rektor der Alma Mater gewählt, verstarb aber bei der Ausführung seiner zweiten Amtszeit. Am 7. Februar wurde sein Leichnam im Professorengewölbe des Königsberger Doms beigesetzt.

## Familie
Beckher war zwei Mal verheiratet. 
Seine erste Ehe schloss er 1654 mit Regina (* 15. März 1633; † 28. Oktober 1668), Tochter des Erbherrn auf Sünnicken, Kasebalk, Moditten etc. Christoph Schimmelpfennig und dessen Frau Anna Weinbeer. 
Seine zweite Ehe ging er am 12. Januar 1670 mit Sophia (* 1651), Tochter des Königsberger Ratsherrn Cyriacus Heilsberger und dessen Frau Regina Lölhövel ein. 
Während die zweite Ehe kinderlos blieb, stammen aus der ersten Ehe die Kinder:
- Maria Sophia Beckher (* 5. Januar 1655; † 16. März 1723)
- Anna Regina Beckher (* 23. Dezember 1655; † 1732) verh. 16. Februar 1692 mit dem kurfürstlichen Rat und Rentmeister in Brandenburg Zacharias Hesse
- Daniel Christoph Beckher Professor med. Universität Königsberg
- Loysa Beckher (* 26. April 1659; † 3. Mai 1659)
- Johann Friedrich Beckher (* 5. Juli 1660; † 1661)
- Loysa Beckher (* 28. August 1661; † 10. Juni 1662)
- Christian Friedrich Beckher (* 19. Dezember 1662; † 1714) wurde Legationsrat in Berlin verh. 11. April 1692 mit Henriette Juliane, der Tochter des Bürgermeisters in Cölln an der Spree Heinrich Julius Brandes
- Johann Beckher (* 19. Februar 1664)
- Eleonore Beckher (* 19. Februar 1664, † 1729) verh. I. Ehe mit dem Erzpriester in Insterburg Melchior Becker (1643–1694) und in II. Ehe mit dem Dr. med. Christian Pickert
- Charlotte Beckher (* 7. September 1665; † 21. September 1665)
- Ludwig Beckher (* 1666; † 1672)
- Johanna Beckher (* 15. April 1668; † 1729) verh. 30. April 1711 mit dem Diakon in Insterburg Johann Friedrich Fock

## Werke
- Diss. De Hydrops Ascites. Königsberg 1655
- Diss. De scorbuto,
- Diss. De convulsionibus,
- Diss. De epilepsies
- Disputatio inaug. med. De pestilentia. Straßburg 1652.